# US Grosseto

Ehemaliges Vereinslogo der US Grosseto

Die Unione Sportiva Grosseto 1912 (von 2015 bis 2017 Football Club Grosseto, kurz FC Grosseto), kurz US Grosseto, ist ein italienischer Fußballclub aus dem toskanischen Grosseto.

## Geschichte
Der Klub wurde 1912 als Football Club Grosseto gegründet. Neun Jahre später trat man in den Italienischen Fußballverband ein. 1927 änderte der Verein seine Klubfarben von Schwarz-Weiß zum heutigen Rot-Weiß. Seit seiner Gründung spielte die US Grosseto überwiegend in der Serie C und in den Amateurligen.
1995 wurde der Verein wegen finanzieller Schwierigkeiten vom Spielbetrieb der ausgeschlossen und durfte, nachdem man im Jahr zuvor aus der Serie D aufgestiegen war, nicht in der Serie C2 antreten.
Im Jahr 2000 wurde die US Grosseto von Piero Camilli übernommen, der den Verein wieder in den Profifußball zurückbringen wollte. Zur Saison 2002/03 stieg der Klub schließlich in die Serie C2 auf, die man 2004 gewann. In der Saison 2004/05 qualifizierte man sich in der Serie C1 für die Relegationsspiele um den Aufstieg, verlor aber im Halbfinale gegen Pavia. Ein Jahr später scheiterte Grosseto erst im Playoff-Finale an Frosinone Calcio.
In der Saison 2006/07 stieg die US Grosseto unter Trainer Antonello Cuccureddu, der Massimiliano Allegri nach dem neunten Spieltag ersetzt hatte, durch den ersten Platz in der Serie C1 in die Serie B auf. Nur wenige Tage nach dem Aufstieg trennte sich der Klub in beiderseitigem Einvernehmen von Cuccureddu, an seiner Stelle wurde Giorgio Roselli als Trainer verpflichtet.
Grosseto bestritt die Saison 2007/08 erstmals in der Vereinsgeschichte in der Serie B, startete mit drei Niederlagen jedoch enttäuschend und ab dem 11. September 2007 ersetzte der frühere FC-Parma-Trainer Stefano Pioli Giorgio Roselli. Am Saisonende belegte man den 13. Tabellenrang. 2008/09 wurde die Mannschaft Sechster der Serie B und musste sich im Halbfinale der Aufstiegs-Play-offs in die Serie A der AS Livorno mit 0:2 und 1:4 geschlagen geben. 2013 folgte der Wiederabstieg in die Lega Pro Prima Divisione.
2015 musste der Verein neugegründet werden und wurde in Football Club Grosseto Società Sportiva Dilettantistica, kurz FC Grosseto umbenannt. Außerdem musste man in der Serie D antreten, obwohl man sich sportlich in der Lega Pro gehalten hatte.
Nachdem der Verein 2017 in die fünftklassige Eccellenza abgestiegen war, wurde der Klub im Juli 2017 als US Grosseto neu begründet. 2019 stieg Grosseto in die viertklassige Serie D und 2020 in die drittklassige Serie C auf. Aus dieser stieg man 2022 wieder ab und spielt seit dem in der Serie D.

## Vereinsfarben
Die Vereinsfarben sind Rot-Weiß.

## Satdion
Seine Heimspiele trägt der Klub im 9.909 Zuschauer fassenden Stadio Carlo Zecchini aus.

## Bekannte ehemalige Trainer
In Klammern: Zeit der Vereinszugehörigkeit
- Vittorio Faroppa (1933–1934)
- Heinrich Bachmann (Fussballspieler) (1934–1935)
- Franz Hansl (1935–1938)
- Imre Payer (1942–1943)
- Árpád Fekete (1955–1956)
- Mario Genta (1972–1973)
- Enzo Robotti (1975–1977)
- Luciano Mancini (2003–2004)
- Massimiliano Allegri (2005–2006)
- Antonello Cuccureddu (2006–2007)
- Stefano Pioli (2007–2008)
- Luigi Apolloni (2010)
- Francesco Moriero (2010–2011)
- Michele Serena (2011)
- Giuseppe Giannini (2011)
- Massimo Silva (2014–2015, 2022)

## Bekannte ehemalige Spieler
In Klammern: Zeit der Vereinszugehörigkeit
- Carlo Borghi (1975–1979, 1991–1993)
- Marco Branca (1981–1982)
- Mirko Pieri (1995–2000)
- Andy Selva (2002)
- Andrea Parola (2002–2003)
- Anselmo Robbiati (2003–2004)
- Alessandro Pellicori (2004–2006, 2009)
- Valerio Virga (2007–2008)
- Tomas Danilevičius (2008)
- Nicolás Córdova (2008–2009)
- Thomas Pichlmann (2008–2010)
- Mauricio Pinilla (2009–2010)
- Luca Antei (2011–2012)
- Paolo Zanetti (2011–2012)
- Federico Barba (2012–2013)
- Giulio Donati (2012–2013)
- Salvatore Gambino (2014–2015)